# Московский международный кинофестиваль 2011
XXXIII Московский международный кинофестиваль прошёл в Москве с 23 июня по 2 июля 2011 года.
Церемонии открытия и закрытия прошли по традиции в киноконцертном зале «Пушкинский», фестивальные картины демонстрировались в кинотеатрах «Октябрь», «Художественный» и «Пионер».
На XXXIII ММКФ впервые был присуждён «Святой Георгий» за лучший документальный фильм.

## Руководство кинофестиваля
- Президент — Никита Михалков
- Генеральный директор — Наталья Сёмина
- Генеральный продюсер — Леонид Верещагин
- Программный директор — Кирилл Разлогов
- Отборочная комиссия — Владимир Дмитриев, Евгения Тирдатова, Пётр Шепотинник
- Программа документального кино — Григорий Либергал, Сергей Мирошниченко
- Директор по связям с общественностью — Пётр Шепотинник

|  |  |

## Жюри

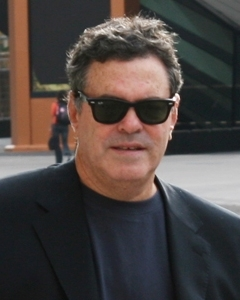
Член жюри основного конкурса Амос Гитаи (фотография 2008 года)

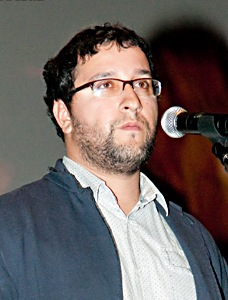
Член жюри конкурса «Перспективы» Александр Котт (фотография 2010 года)

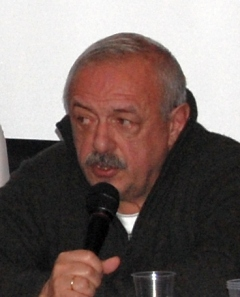
Член жюри документального конкурса Александр Гутман (фотография 2009 года)

### Жюри основного конкурса
Жюри основного конкурса (пять человек):
- Джеральдина Чаплин (США, Великобритания) — председатель жюри
- Амос Гитаи (Израиль)
- Николай Досталь (Россия)
- Карой Макк (Венгрия)
- Хавьер Мартин-Домингес (Испания)

В мае планировалось, что одним из членов основного жюри будет также испанско-мексиканский режиссёр Артуро Рипштейн.

### Жюри конкурса «Перспективы»
Жюри конкурса «Перспективы» (три человека):
- Миролюб Вучкович (Сербия) — председатель жюри
- Александр Котт (Россия)
- Ермек Шинарбаев (Казахстан)

### Жюри документального конкурса
Жюри документального конкурса (три человека):
- Майкл Эптед (Великобритания)
- Туе Стин Мюллер (Дания)
- Александр Гутман (Россия)

## Программы
- Фильм открытия[3]:

Трансформеры 3: Тёмная сторона Луны (англ. Transformers: Dark of the Moon, США, 2011, режиссёр Майкл Бэй)
Этот показ, состоявшийся 23 июня, стал мировой премьерой фильма. Планировалось, что на этом событии будут присутствовать режиссёр фильма Майкл Бэй, участвовавшие в фильме актёры Шайа Лабаф, Джош Дюамель, Тайриз Гибсон, Роузи Хантингтон-Уайтли, Патрик Демпси и Джон Малкович, продюсеры Лоренцо ди Бонавентура и Иэн Брюс и авторы главного саундтрека — американская рок-группа Linkin Park.
- Фильм закрытия[3]

Расплата (англ. The Debt, США, 2010, режиссёр Джон Мэдден)

### Конкурсные программы
- Основной Конкурс[3]
- Перспективы[3]
- Свободная мысль. Конкурсная программа документального кино[3]

### Внеконкурсные программы
Список внеконкурсных программ:
- 8 ½ фильмов (программа Петра Шепотинник)

В рамках программы будет показ фильм Ларса фон Триера «Меланхолия»
- Вернер Херцог. Искатель приключений
- Дикие ночи
- Итальянское кино сегодня[4]
- Медиа Форум
- Новые волны
- Программа современного российского кино
- Русский след

Фильмы мирового кинематографа, в которых присутствуют элементы русской культуры
- Свободная мысль. Внеконкурсная программа документального кино

В рамках документальных показов «Свободная Мысль» впервые было организовано две программы — конкурсная программа, в которой участвовало 7 картин, и внеконкурсная программа, в которой осталось, как и на предыдущих ММКФ, 14 картин.
- Сделано в Испании
- Секс. Еда. Культура. Слава
- Социалистический авангардизм. Часть 4
- Сэм Пекинпа

## Фильмы-участники

### Основной конкурс
| Название                          | Оригинальное название (латиницей)             | Режиссёр                          | Страна                          | Год  | Примечания |
| --------------------------------- | --------------------------------------------- | --------------------------------- | ------------------------------- | ---- | --- |
| Возвращение                       | Visszatérés                                   | Юдит Элек                         | Венгрия · Румыния · Швеция      | 2011 | |
| Волны                             | Las Olas                                      | Альберто Мораис                   | Испания                         | 2011 | 60 лет спустя Мигель возвращается из Мадрида в маленький приграничный городок Аржель, последнюю остановку беженцев из охваченной гражданской войной Испании. Это было совсем недавно или уже очень давно? Мигель воскрешает в своей памяти события далекого прошлого, пытаясь найти ответы на вопросы, которые мучили его всю жизнь и обрести, наконец, душевный покой. |
| Другая семья                      | La Otra familia                               | Густаво Лоса                      | Мексика                         | 2010 | |
| Именем дьявола                    | W imieniu diabła                              | Барбара Сасс                      | Польша                          | 2011 | |
| Иоанна                            | Joanna                                        | Феликс Фальк                      | Польша                          | 2010 | |
| Кеды                              | Ketsove                                       | Иван Владимиров, Валерий Йорданов | Болгария                        | 2011 | |
| Лёгкая жизнь                      | La Vita Facile                                | Лючио Пеллегрини                  | Италия                          | 2011 | |
| Месть. История любви              | Fuk sau che chi sei                           | Вонг Чинг По                      | Гонконг                         | 2010 | |
| Мне без тебя не жить              | Ushenod mgoni movkvdebi                       | Леван Тутберидзе                  | Грузия                          | 2010 | |
| Монтевидео — божественное видение | Montevideo, Bog te video                      | Драган Белогрлич                  | Сербия                          | 2011 | Фильм основан на событиях 1930 года, когда сборная Югославия на первом чемпионате мира по футболу завоевала бронзовые медали |
| Открытка                          | Ichimai no hagaki                             | Канэто Синдо                      | Япония                          | 2010 | |
| Перевод с американского           | American Translation                          | Паскаль Арнольд и Жан-Марк Барр   | Франция                         | 2011 | «Хулиганский авангардистский фильм про серийного убийцу» |
| Сердца бумеранг                   | Serdtsa bumerang                              | Николай Хомерики                  | Россия                          | 2011 | |
| Табу. Душе не место на Земле      | Tabu — Es ist die Seele ein Fremdes auf Erden | Кристоф Штарк                     | Австрия · Германия · Люксембург | 2011 | Фильм основан на истории любви австрийского поэта Георга Тракля (1887—1914) и его родной сестры Маргариты |
| Уход                              | Odcházení                                     | Вацлав Гавел                      | Чехия                           | 2011 | Режиссёрский дебют первого президента Чехии |
| Шапито-шоу                        | Chapiteau-show                                | Сергей Лобан                      | Россия                          | 2011 | |
| Эскалация                         | Escalade                                      | Шарлотта Сильвера                 | Франция · Испания               | 2011 | |

Сначала было объявлено, что в основном конкурсе будет одна российская картина — фильм «Шапито-шоу» режиссёра Сергея Лобана. Позже было сообщено, что в основной конкурс приглашена также картина «Сердца бумеранг» режиссёра Николая Хомерики.

### Конкурс «Перспективы»
| Название              | Оригинальное название (латиницей) | Режиссёр               | Страна                                           | Год  | Примечания                                                                 |
| --------------------- | --------------------------------- | ---------------------- | ------------------------------------------------ | ---- | -------------------------------------------------------------------------- |
| Tape End              | Tape End                          | Людвиг Вюст            | Австрия                                          | 2011 | Фильм, построенный на актёрской импровизации и снятый без монтажных склеек |
| Анархия в Жирмунае    | Anarchija Žirmūnuose              | Саулюс Друнга          | Литва · Венгрия                                  | 2010 |                                                                            |
| БАгИ                  | BUGgY                             | Андрей Богатырёв       | Россия                                           | 2011 |                                                                            |
| Гакку                 | Gakku                             | Газиз Насыров          | Казахстан                                        | 2011 | Фильм поставлен по роману Дидара Амантая «Гакку»                           |
| Дом под водой         | Khaneye zire âb                   | Сепидех Фарси          | Марокко · Германия · Нидерланды · Иран · Франция | 2010 |                                                                            |
| Ляо Вай               | Lao Wai                           | Фабьен Гайяр           | Китай                                            | 2010 |                                                                            |
| Моя сексуальная жизнь | Viata mea sexuala                 | Корнел Жорже Попа      | Румыния                                          | 2010 |                                                                            |
| Подводное течение     | Brim                              | Арни Олафур Асгейрссон | Исландия                                         | 2010 |                                                                            |
| Секреты, предметы     | Samoolui bimil                    | Ли Ён Ми               | Республика Корея                                 | 2011 |                                                                            |
| Снежное дитя          | Snowchild                         | Ута Арнинг             | Германия · Япония · Сингапур                     | 2011 |                                                                            |
| Степи                 | The Steppes                       | Роб Нильссон           | США                                              | 2011 |                                                                            |
| Улица Ювелена         | Rue Huvelin                       | Мунир Маасри           | Ливан                                            | 2011 |                                                                            |
| Час назад             | Hora menos                        | Франк Спано            | Испания · Венесуэла                              | 2011 |                                                                            |

### Конкурс документального кино
| Фильм                        | Оригинальное название             | Режиссёр(ы)                    | Страна                       | Краткое описание |
| ---------------------------- | --------------------------------- | ------------------------------ | ---------------------------- | --- |
| В ад и обратно               | Hell and Back Again               | Данфунг Деннис                 | США · Великобритания         | В 2009 году отряд морской пехоты США штурмовал базу талибов на юге Афганистана. Едва высадившись с вертолётов, десантники оказались под перекрестным огнём. На глазах у режиссёра получает ранение 25-летний сержант Нейтен Харрис. Дома, в Северной Каролине, Харрис сражается с физическими и психологическими последствиями войны. |
| Вечерняя страна              | Abendland                         | Николаус Гейрхальтер           | Австрия                      | В своём фильме режиссёр Николаус Гейрхальтер предпринимает полное ассоциаций путешествие по ночной Европе. Ночные смены, самозабвенность, шум и тишина, смешение языков, рождение, болезнь, смерть и отчаянные попытки пересечь границу. |
| Марафонец                    | Marathon Boy                      | Джемма Атвал                   | Великобритания · Индия · США | Будия Сингх родился в Индии, рядом с железной дорогой, сносил побои отца-алкоголика, а в три года собственная мать продала уличному бандиту. Но благодаря тренеру по дзюдо, организовавшему приют для беспризорных детей, Будия стал национальной звездой. Через шесть месяцев на счету четырёхлетнего мальчика — 20 полумарафонских дистанций, через год — уже 48 полных марафонов. Но в каждой подобной истории всегда есть оборотная сторона… |
| Рамин                        | Ramin                             | Аудрюс Стонис                  | Латвия · Грузия · Литва      | Когда-то главный герой Рамин был чемпионом по вольной борьбе, известным под звучным псевдонимом «Фантомас». Сейчас Рамину семьдесят пять и он решает навестить могилу матери. |
| Сенна                        | Senna                             | Азиф Кападия                   | Великобритания · Франция     | Фильм об Айртоне Сенне, одном из лучших гонщиков в истории «Формулы-1». Монтажный фильм, целиком построенный на хронике, передаёт драматизм жизни и смерти главного героя. |
| Счастливые люди: Год в тайге | Happy People: A Year in the Taiga | Дмитрий Васюков, Вернер Херцог | Германия                     | Международная версия документального сериала Дмитрия Васюкова «Счастливые люди» о быте и нравах охотников, рыболовов и обычных жителей села Бахта Туруханского района. В соавторстве с Вернером Херцогом Васюков рисует картину жизни на просторах Сибири как своеобразный рай на Земле — особенно, если не обращать внимания на холод. |
| Чешский мир                  | Český mír                         | Филип Ремунда и Вит Клусак     | Чехия · Великобритания       | От создателей документальной комедии «Чешская мечта» — фильм о борьбе мэра маленькой чешской деревушки с империалистическими планами США по установке систем ПРО рядом с его домом. |

## Награды фестиваля
- «Золотой Святой Георгий» — Главный приз за лучший фильм:

«Волны», Испания (реж. Альберто Мораис)
- Специальный приз жюри «Серебряный Георгий»:

«Шапито-шоу», Россия (реж. Сергей Лобан)
- Приз «Серебряный Георгий» за лучшую режиссёрскую работу:

Вонг Чинг По («Месть. История любви», Гонконг)
- Приз «Серебряный Георгий» за лучшее исполнение мужской роли:

Карлос Альварес-Новоа («Волны», Испания)
- Приз «Серебряный Георгий» за лучшее исполнение женской роли:

Уршула Грабовская («Иоанна», Польша)
- Специальное упоминание жюри

«Кеды», Болгария (реж. Иван Владимиров, Валерий Йорданов)
- Приз «Серебряный Георгий» за лучший фильм конкурса «Перспективы»:

«Анархия в Жирмунае», Литва, Венгрия (реж. Саулюс Друнга)
- Специальное упоминание жюри конкурса «Перспективы»:

«БАгИ», Россия (реж. Андрей Богатырёв)
- Приз «Серебряный Георгий» за лучший фильм документального конкурса

«В ад и обратно», США, Великобритания (реж. Данфунг Деннис)
- Приз за вклад в мировой кинематограф:

актёр Джон Малкович, США
- Специальный приз «За покорение вершин актёрского мастерства и верность принципам школы К. С. Станиславского»:

актриса Хелен Миррен, Великобритания
- Приз зрительских симпатий[5]:

«Монтевидео: Божественное видение», Сербия (реж. Драган Белогрлич)

## Другие события, связанные с кинофестивалем
- Традиционный проход звёзд по «красной дорожке» (для организации которой в последние годы на ММКФ используется материал зелёного цвета) на церемонии открытия кинофестиваля был частично сорван зрителями, приглашёнными на показ картины «Трансформеры 3: Тёмная сторона Луны»: сначала ими был перекрыт проход для почётных гостей, а позже толпа фанатов фильма отправилась по красной дорожке в кинозал, не став ждать окончания прохода гостей[6].
- 24 июня в Москве в бизнес-центре «Radisson Украина» состоялся «Международный форум финансирования киноиндустрии»[1][7].
- С 27 по 29 июня 2011 в рамках 33 Московского международного фестиваля в гостинице Рэдиссон САС Славянская проходила деловая программа — Moscow Business Square[8].